# Гретна (Виргиния)
Гретна (англ. Gretna) — город в округе Питсилвейния  в штате Виргиния США. По данным переписи 2020 года, численность населения составляла 1310 человек.

## Население
| 2010 | 2020  |
| ---- | ----- |
| 1267 | ↗1310 |